# Pascual Alegre y Górriz
Pascual Alegre y Górriz (ur. ? w Walencji, zm. 1879 w Madrycie) – hiszpański rytownik i nauczyciel grawerstwa.
Kształcił się w szkole plastycznej w Madrycie. Zajmował się różnymi technikami druku wklęsłego. W 1868 zdobył medal III klasy na hiszpańskiej Krajowej Wystawie Sztuk Pięknych za rycinę będącą reprodukcją Chrystusa Velázqueza. Współpracował przy ilustrowanym zbiorze najważniejszych dzieł Akademii Sztuk Pięknych św. Ferdynanda (Cuadros selectos de la Real Academia de Bellas Artes de San Fernando) wydanym w 1885, wykonując m.in. rycinę na podstawie Portretu Juana de Villanueva Goi.